# Neuraxis
 (juillet 2012).
Si vous disposez d'ouvrages ou d'articles de référence ou si vous connaissez des sites web de qualité traitant du thème abordé ici, merci de compléter l'article en donnant les références utiles à sa vérifiabilité et en les liant à la section « Notes et références ».
Neuraxis est un groupe canadien de death metal et grindcore, originaire de Montréal, au Québec. Formé en 1994, le groupe compte au total cinq albums à son actif, Neuraxis s'est forgé une identité unique combinant la pure intensité avec un côté mélodique et progressif.

## Biographie
Neuraxis est formé en 1994, par le guitariste Steven Henry et le bassiste Yan Thiel à Montréal, au Québec. Cette même année, le groupe recrute le chanteur Michel Brisebois et le guitariste Felipé Quinzanos. Les premiers concerts du groupe s'effectuent avec une boite à rythmes jusqu'à l'arrivée du batteur Mathies Royal en été 1995. Cependant, c'est à ce moment que le groupe effectue de nombreux changements de formation, Brisebois partant pour rejoindre Agony.
Le premier album du groupe, Imagery (1997), montre bien l'approche deathgrind de leurs débuts. A Passage into Forlorn (2001) introduit un côté plus mélodique et progressif de métal extrême chez le groupe. Avec Truth Beyond… (2002), Neuraxis montée la barre d'un cran avec une quantité d'innovations, de mélodies et de technicité. Les trois albums sont publiés au Canada par le label Galy Records, aux États-Unis par Willowtip Records, et en Europe par Earache Records. Plusieurs tournées à travers le Canada, les États-Unis et l'Europe sont complétées.
En 2005, Neuraxis demeure aussi progressif avec son tout nouvel album, Trilateral Progression. Depuis Truth Beyond…, le style d'écriture du groupe arrive à un niveau de maturité semblable à celle de groupes comme Atheist tout en maintenant un côté mélodique triomphant qui le distingue de ses contemporains. Trilateral Progression (Willowtip Records en Amérique du Nord, Earache Records au Royaume-Uni et en Europe) se dresse en tant que modèle articulé de death metal technique qui rejette les modes commerciales et qui mélange un sens poussé de la mélodie et de l'agressivité. Les années 2005 et 2006 seront passées en tournées au Canada et aux États-Unis pour faire la promotion de Trilateral Progression.  Dans la foulée, le groupe donne deux concerts à Tokyo, au Japon.
En 2007, un album live est enregistré à l'Impérial de Québec avec le nouveau line-up puisque Steven Henry, guitariste fondateur, puis Ian Campbel, chanteur, sont remplacés respectivement par Will Seghers et Alex Leblanc. C'est en juillet 2008 que sort The Thin Line Between, le successeur de Trilateral Progression.

## Membres

### Membres actuels
- Rob Milley - guitare (depuis 1996)
- Alex Leblanc - chant (depuis 2007)
- Olivier Pinard - basse (depuis 2009)
- Olivier Beaudoin - batterie (depuis 2009)

### Anciens membres
- Yan Thiel - basse (1994-2009)
- Felipe A. Quinzanos - guitare (1994–1996)
- Michel Brisebois - chant (1994-1998)
- Mathieu Royal - batterie (1994–1999)
- Steven Henry - guitare (1994–2006)
- Maynard Moore - chant (1998–1999)
- Chris Alsop - chant (1999)
- Ian Campbell - chant (1999–2007)
- Alex Erian - batterie (1999–2003)
- Tommy McKinnon - batterie (2004–2009)
- Will Seghers - guitare (2006–2010)

### Musiciens de session
- Etienne Gallo - batterie (2003–2004)
- Martin Auger - batterie (1999)

## Discographie

### Albums studio
- 1997 : Imagery
- 2001 : A Passage into Forlorn
- 2002 : Truth Beyond
- 2005 : Trilateral Progression
- 2008 : The Thin Line Between
- 2011 : Asylon

### Album live
- 2007 : Live Progression